# Microrregión de Jundiaí
La microrregión de Jundiaí es una de las microrregiones del estado brasileño de São Paulo perteneciente a la mesorregión Macro Metropolitana Paulista. Su población fue estimada en 2006 por el IBGE en 597.997 habitantes y está dividida en cinco municipios. Posee un área total de 802,509 km². Sus municipios también forman parte de la Aglomeración Urbana de Jundiaí.

## Municipios
- Campo Limpo Paulista
- Itupeva
- Jundiaí
- Louveira
- Várzea Paulista

- Datos: Q923706